# Ibotensyra
Ibotensyra, eller (S)-2-amino-2-(3-hydroxiisoxazol-5-yl)ättiksyra, även kallad ibotenat, är en kemisk förening och psykoaktivt läkemedel som förekommer naturligt i Amanita muscaria och besläktade svamparter som vanligtvis finns i de tempererade och boreala regionerna på norra halvklotet. Det är en prodrog av muscimol och bryts ner av levern till mycket stabilare förening. Det är en konformationsbegränsad analog av neurotransmittorn glutamat, och på grund av dess strukturella likhet med denna neurotransmittor, fungerar den som en ickeselektiv glutamatreceptoragonist. På grund av detta kan ibotensyra vara ett kraftfullt neurotoxin i höga doser, och används som en "hjärnskadande agent" genom kraniala injektioner inom vetenskaplig forskning. De neurotoxiska effekterna verkar vara dosrelaterade och riskerna genom konsumtion av svampar som innehåller iboteninsyra är oklara, även om de tros vara försumbara i små doser.

## Farmakologi

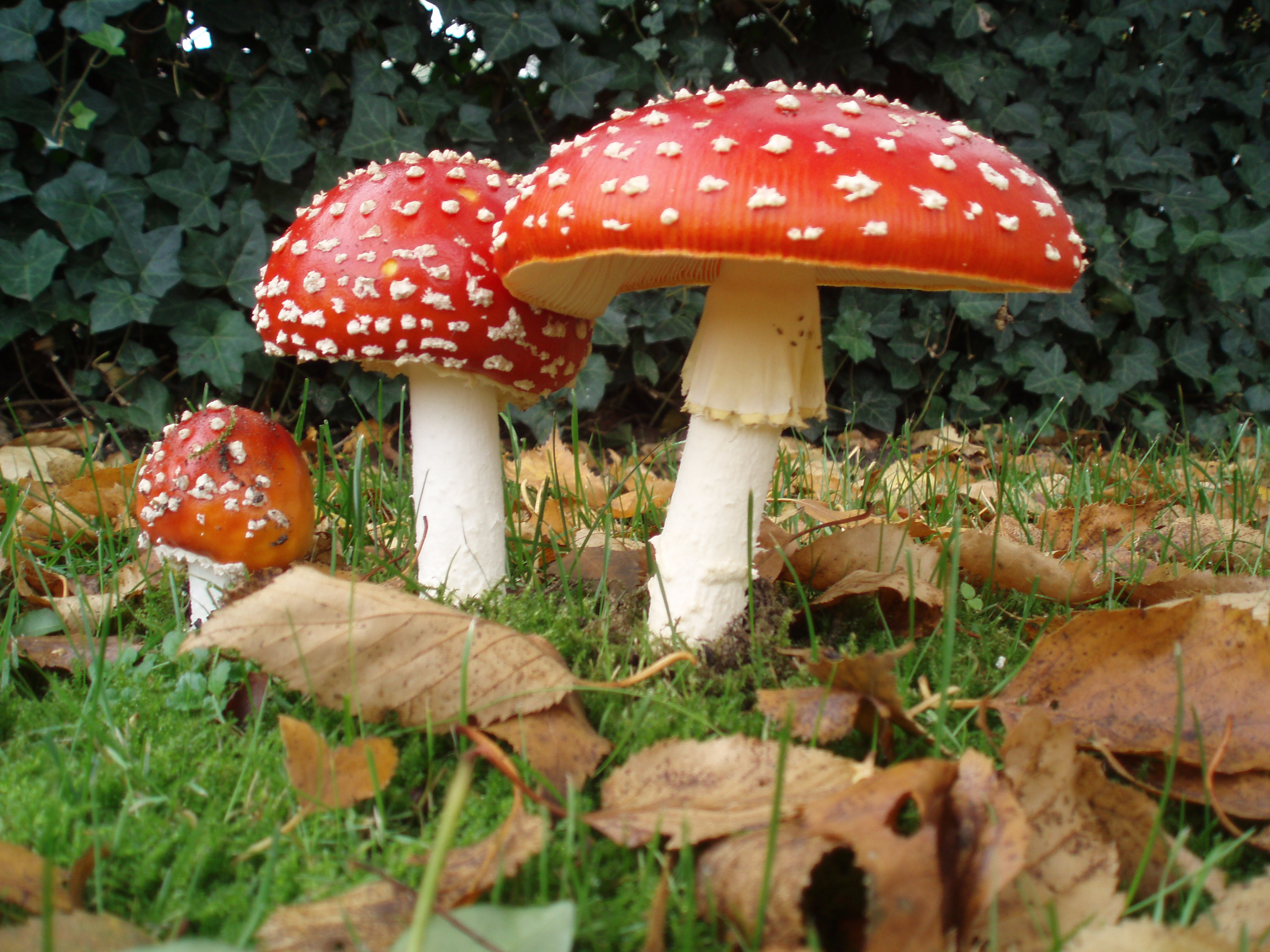
Amanita muscaria, som innehåller ibotensyra

Ibotensyra fungerar som en potent agonist för NMDA och grupp I (mGluR1 och mGluR5) och II (mGluR2 och mGluR3) metabotropa glutamatreceptorer.  Det är inaktivt vid grupp III mGluRs. Ibotensyra fungerar också som en svag agonist av AMPA- och kainatreceptorerna. Dessutom fungerar det, på grund av in vivo dekarboxylering i muskimol, indirekt som en potent GABA A- och GABAA-ρ-receptoragonist. Till skillnad från muscimol - den huvudsakliga psykoaktiva beståndsdelen i Amanita muscaria som förstås orsaka sedering och delirium - är ibotensyrans psykoaktiva effekter inte kända oberoende av dess funktion som en prodrog till muskimol, men det kan spekuleras i att det skulle fungera som ett stimulerande medel.

## Biologiska egenskaper

### Verkningsmekanism
Ibotensyra är en agonist av glutamatreceptorer, specifikt vid både N-metyl-D-aspartat, eller NMDA, och trans-ACPD-receptorställen i flera system i centrala nervsystemet. Ibotenisk neurotoxicitet kan förbättras av glycin och blockeras av dizocilpin. Dizocilpin fungerar som en icke-konkurrenskraftig antagonist vid NMDA-receptorer.

Aktiverad NMDAR

Bindningen av ibotensyra tillåter överskott av Ca2+ in i systemet vilket resulterar i neuronal celldöd. Ca2+ aktiverar också CaM-KII eller Ca2+/calmodulinkinas som fosforylerar flera enzymer. De aktiverade enzymerna börjar sedan producera reaktiva syrearter som skadar omgivande vävnad. Överskottet av Ca2+ resulterar i förbättring av mitokondriellt elektrontransportsystem vilket ytterligare kommer att öka antalet reaktiva syrearter.

### Biologiska effekter
Ibotensyra påverkar vanligtvis NMDA och trans-ACPD-receptorer i centrala nervsystemet. På grund av deras inriktning på dessa system är symtomen i samband med ibotensyraförgiftning ofta relaterade till uppfattning och kontroll.
Det mesta av intagen ibotensyra är förmodligen dekarboxylerad till muskimol så effekterna av intag av ibotensyra liknar muskimols effekter. Symtom i samband med intag av ibotensyra börjar vanligtvis inom 30–60 minuter och visar sig som en rad effekter av nervsystemet. De vanligaste symtomen är illamående, kräkningar och dåsighet. Men efter den första timmen börjar symtom som förvirring, eufori, visuella och auditiva snedvridningar, känslor av flytande och retrograd amnesi att förekomma.
Symtomen är något annorlunda för barn och börjar vanligtvis efter 30–180 minuter. Dominerande symtom hos barn är ataxi, obtundation och slöhet. Anfall rapporteras ibland, dock vanligare hos barn.

## Användning i forskning
Ibotensyra som används för lesion av råttans hjärnor hålls fryst i en fosfatbuffrad saltlösning vid ett pH på 7,4 och kan förvaras i upp till ett år utan förlust av toxicitet. Injektion av 0,05 – 0,1 mikroliter ibotensyra i hippocampus med en hastighet av 0,1 mikroliter/min resulterade i semiselektiv lesion. Hippocampusskador ledde till en betydande förlust av celler i pyramidala celler (CA1-CA3) samt granulatceller i dentate gyrus. Ibotensyraskador orsakar också viss skada på axoner längs perforantvägen.
Vanligtvis, när lesion görs med andra kemikalier, kan försöksdjuret inte återinlära en uppgift. På grund av ibotensyrans reaktivitet med glutamatreceptorer såsom NMDA-receptorn tillåter emellertid ibotensyraskador djuret att lära om uppgifter. Ibotensyraskador är därför att föredra i studier där det är viktigt att lära sig en uppgift efter lesion. Jämfört med andra lesionsmedel är ibotensyra en av de mest platsspecifika. Mindre skadliga alternativ söks dock för närvarande (2022).

## Biosyntes
Ibotensyrans biosyntetiska gener är organiserade i ett fysiskt länkat biosyntetiskt genkluster. Den biosyntetiska vägen initieras genom hydroxylering av glutaminsyra med ett dedikerat Fe(II)/2-oxoglutaratberoende oxygenas. Reaktionen ger treo-3-hydroxiglutaminsyra, som omvandlas till ibotensyra, sannolikt av enzymer kodade i det biosyntetiska genklustret.